# Floradas na Serra (minissérie)
Floradas na Serra foi uma minissérie brasileira exibida pela extinta Rede Manchete entre 1 de julho e 1 de agosto de 1991. 
Escrita por Geraldo Vietri, baseado no romance homônimo de Dinah Silveira de Queiroz e dirigida por Nilton Travesso e Roberto Naar, teve 24 capítulos

## Sinopse
A trama gira em torno de quatro moças e seus envolvimentos amorosos em um internato para recuperação de tuberculosos, em Campos do Jordão. O casal principal é Elsa (Myrian Rios) e Flávio (Marcos Winter). Elsa sai de São Paulo ao descobrir-se doente, deixando para trás seu noivo. Em Campos do Jordão, se envolve emocionalmente com Flávio, um interno, que é pintor.
O segundo casal é Lucília (Carolina Ferraz) e Bruno (Eduardo Dusek), um escritor casado, também em recuperação. O envolvimento vai levar Lucília às últimas consequências, com final quase trágico. A terceira moça é Letícia (Giovanna Gold), apaixonada pelo seu médico, o Dr. Celso (Tarcísio Filho). Ela luta por seu amor contra Olívia (Mika Lins), noiva dele. Por fim, Turquinha (Karen Accioly) apaixona-se por Moacir (Moacir Chaves), que morre tuberculoso, e ela, inconformada, tem um final infeliz.

## Produção
O romance de Dinah Silveira de Queiróz já havia rendido também uma versão cinematográfica, no filme de Luciano Salce de 1954, com Cacilda Becker e Jardel Filho nos papéis principais que na minissérie foram interpretados por Carolina Ferraz e Eduardo Dusek. Geraldo Vietri reescreveu para a TV Manchete, com inspiração aguçada, a minissérie que ele havia adaptado para a TV Cultura em 1981, na série Tele-Romance, com Bete Mendes e Amaury Alvarez como os protagonistas.
Nesta reedição, o autor foi brindado com uma produção esmerada e um elenco bem escalado.
O resultado final foi surpreendente e reservou uma surpresa: Tarcísio Filho (Dr. Celso), assegurando-se como um ator de primeira, conseguindo independer das influência dos pais famosos.

## Elenco
| Ator              | Personagem                 |
| ----------------- | -------------------------- |
| Carolina Ferraz   | Lucília de Castro Reis     |
| Marcos Winter     | Flávio                     |
| Tarcísio Filho    | Dr. Celso                  |
| Myrian Rios       | Elsa Maia                  |
| Eduardo Dusek     | Bruno/Lucas                |
| Giovanna Gold     | Letícia Weber              |
| Patrícia Lucchesi | Belinha                    |
| Maria Helena Dias | Sofia                      |
| Elizabeth Gasper  | Matilde Maia               |
| Mika Lins         | Olívia                     |
| Karen Accioly     | Turquinha (Arlete Diniz)   |
| Umberto Magnani   | Donato Veronese Pinho      |
| Hélio Souto       | Dr. Jaime Freire           |
| Ariel Coelho      | Gumercindo Cordeiro Leitão |
| Gésio Amadeu      | Antônio                    |
| Clarice Piovesan  | Dona Lola                  |
| Ernani Morais     | Gustavo Freire             |
| Joyce de Oliveira | Irmã Tereza                |
| Ernesto Piccolo   | Sérgio Veronese Pinho      |
| Eliana Guttman    | Firmiana                   |
| Mariane Vicentini | Valquiria Melo             |
| Beth Zalcman      | Wanda                      |

### Participações especiais
| Ator            | Personagem            |
| --------------- | --------------------- |
| Wanda Stefânia  | Araci                 |
| Moacir Chaves   | Moacir Vítor Ferreira |
| Márcia do Cando | Irmã Virginia         |

## Reprises
A minissérie foi reprisada entre 20 de janeiro e 20 de fevereiro de 1992, em 24 capítulos, de segunda-feira a sábado às 19h30. 
Novamente foi reprisada entre 23 de janeiro e 23 de fevereiro de 1995, em 24 capítulos, de segunda a sexta-feira às 19h30.